# Naturalismo (arte)
El término naturalismo, en el contexto de la historiografía del arte, la estética y la teoría del arte, puede aplicarse a muy distintos conceptos.
En la historia de la pintura, la bibliografía denomina naturalismo a distintos movimientos pictóricos:
- Durante el siglo XIV, por la escuela florentina que hace nacer ideas nuevas acerca de la belleza del cuerpo humano, el naturalismo es antecesor inmediato de las ideas artísticas del Renacimiento.[1]
- A finales del siglo XVI y comienzos del siglo XVII, así puede llamarse a la pintura del barroco inicial, que también puede recibir otras denominaciones, como caravaggismo (por Caravaggio) o tenebrismo (por el uso de la luz).

- A finales del siglo XIX, de forma paralela al naturalismo literario, se llamó así a un movimiento pictórico francés que acentuó las características sociales del realismo en pintura y que recibe también otras denominaciones, como Bande noire o les Nubiens.

Aplicado a principios estéticos o de teoría del arte, el término "naturalismo" se utiliza muy a menudo de forma intercambiable con el término "realismo".